# Пизанская башня
Пиза́нская ба́шня (итал. Torre pendente di Pisa) — колокольная башня, часть ансамбля городского собора Санта-Мария-Ассунта (Пизанский собор) в городе Пиза, получившая всемирную известность благодаря непреднамеренному наклону.
Расположена позади собора, является третьей старейшей постройкой на Площади чудес Пизы после самого собора и баптистерия. Наклон башни возник в ходе её строительства, длившегося несколько десятилетий, и в последующее время медленно увеличивался, пока не был стабилизирован (и частично скорректирован) благодаря усилиям по укреплению в конце XX и начале XXI столетий.

## Основные сведения
Башня имеет 294 ступеньки. Высота башни составляет 55,86 м от земли в самой низкой точке и 56,7 м в самой высокой точке. Диаметр основания — 15,54 м. Толщина наружных стен уменьшается от основания к вершине (у основания — 4,9 м, на высоте галерей — 2,48 м).
Её масса составляет 14 453 т. Текущий наклон оценивается в 3° 54'.
Башня является колокольней католического собора Duomo Santa Maria Assunta. Архитектура ансамбля оказала большое влияние на монументальное искусство Италии XII—XIV столетий.
30 декабря 1986 года ЮНЕСКО присвоило статус Всемирного наследия всему архитектурному ансамблю Площадь Чудес (Piazza dei Miracoli): кафедральный собор (Duomo Santa Maria Assunta), баптистерий (Battistero San Giovanni), колокольня (Campanile Torre pendente) и кладбище (Camposanto Monumentale).

## Строительство башни
В некоторых источниках авторами проекта башни и, соответственно, авторами неправильно рассчитанного фундамента, называют Бонанно Пизано вместе с неким Вильгельмом из Инсбрука.
Строительство башни велось в 3 этапа, начиная с 9 августа 1173 года, и с двумя длинными перерывами продолжалось почти 200 лет, до 1360 года. Башня построена из белого мрамора, первый этаж — аркатура, каждый из остальных этажей окружён галереей. Внешняя часть каждой галереи образована колоннами с классическими капителями, опирающимися на закрытые арки.
Раньше считали, что «наклон» башни являлся частью проекта, но сейчас эта версия представляется маловероятной. Проект башни был ошибочен с самого начала — сочетание маленького трёхметрового фундамента и слабых грунтов основания привело к тому, что после строительства третьего этажа (1178) башня наклонилась. Основание укрепили, и в 1198 году незаконченное здание временно открыли.
Хотя сама башня наклонена, колокольня, построенная во второй половине XIV века наверху башни, стоит под углом, на который в тот момент была наклонена башня. В данный момент обе части здания выглядят перекошенными.

### Хронология
- 5 января 1172 года донна Берта ди Бернардо завещала шестьдесят сольдо в Opera Campanilis petrarum Sancte Marie. Сумма была использована на покупку нескольких камней, которые до сих пор формируют основу колокольни.
- 9 августа 1173 года были заложены основы башни.
- 27 декабря 1233 года работник Бененато, сын Херардо Ботичи, взял на себя руководство по строительству колокольни.
- 23 февраля 1260 года Гвидо Спешале, сын архитектора Джованни ди Симоне, работник собора Санта-Мария-Маджоре, был избран для наблюдения за строительством башни.
- 12 апреля 1264 года Джованни ди Симоне и 234 работника ушли в горы возле Пизы для добычи мрамора.
- С 1272 года строительство башни возобновилось под руководством Джованни ди Симоне. Для компенсации наклона последующие этажи строились с более высокими потолками коридоров с той стороны, куда башня заваливалась, что привело к искривлению от центральной оси. Такой подход не дал результата и здание продолжило «падение». Работа была приостановлена в 1284 году после поражения города Пизы от Генуи в битве при Мелории[12].
- К 1319 году был закончен 7-й этаж здания[12].
- В 1350 году (по другим источникам в 1360-м или 1372-м) был завершён 8-й (колокольный) этаж. В качестве руководителя последнего этапа работ называют Томассо, сына Андреа Пизано, которому удалось совместить готический стиль вершины с романским стилем основной части башни[12][13]. Последний этаж был построен с ещё большим изгибом[12], завершив «банановую» форму здания.

### Строители
- Одним из предполагаемых строителей являлся Херардо ди Херардо. Этому свидетельствует послание Берта ди Бернардо как «Мастер Херардо», и как работник, чьё имя было Херардо.
- Более вероятным был строитель Диотисальви, работавший в Пизе как раз на тот момент. Но он обычно подписывал свои работы, однако на колокольне его подпись отсутствует.

## Эксперименты Галилея
Согласно биографии Галилея, написанной его учеником и секретарём Винченцо Вивиани, Галилей в присутствии других преподавателей сбрасывал одновременно различные тела разной массы с Пизанской башни. Описание этого знаменитого опыта вошло во множество книг, но в XX веке ряд авторов пришёл к выводу, что это — легенда, основываясь, в первую очередь, на том, что сам Галилей в своих книгах не утверждал, что провёл этот публичный эксперимент. Часть историков тем не менее склоняется к тому, что этот эксперимент действительно имел место.

## Работы по укреплению
Как из-за наклона, так и из-за оригинальной архитектуры, с 1173 года и вплоть до наших дней башня является объектом пристального внимания. Постоянно прилагаются усилия, чтобы сделать башню более устойчивой. Например, разрушающиеся колонны неоднократно заменялись. Сейчас в основном проводятся подземные работы, укрепляющие фундамент.
Под южной частью Пизанской башни грунт более илистый и глинистый, чем под северной, из-за чего она стала крениться, едва её начали строить. Удержать от падения башню с помощью внешних опор было бы весьма сложно и, кроме того, любой каркас неизбежно испортил бы вид памятника. Тем не менее падение Пизанской башни удалось остановить, и более того, её слегка выпрямили, уменьшив крен на полградуса. Всё это стало результатом уникальных работ, проведённых под колокольней и вокруг неё в 1990-х.
В качестве временной меры на северной стороне на бетонные балки был установлен блок свинцовых брусков, которые, выступая в качестве противовеса, стабилизировали строение. Затем были исследованы нелинейные процессы, происходившие в грунте под фундаментом башни, после чего последовал ряд экспериментов со специально возведённым неподалёку от памятника бетонным фундаментом-макетом. Эксперименты подтвердили, что башню можно немного выпрямить и стабилизировать, если выбрать часть жёсткого грунта из-под северной части фундамента, то есть провести подработку. Грунт выбирался через систему обсадных труб, внутри которых помещался вращающийся шнековый бур. Расчёты оказались правильными, и Пизанская башня, немного отклонившись к северу, осела на несколько сантиметров и стабилизировалась, что позволило снять и свинцовые противовесы, и временные опоры, поставленные для подстраховки.
В очередной раз 15 декабря 2001 башня открылась для туристов.
В 2008 году учёные в очередной раз заявили, что дальнейшее падение Пизанской башни прекращено. До этого, несмотря на многочисленные усилия по «заморозке», башня продолжала отклоняться от вертикали со скоростью 1 мм в год.
В 2002—2010 гг. была произведена реставрация башни, вследствие чего угол её наклона сократился с 5° 30' до 3° 54'. Отклонение верхушки от вертикали — около 4,8 метра.

## Факты

Башня в городе Найлс

- В городе Найлс (пригород Чикаго, Иллинойс, США) построена водонапорная башня в виде точной копии Пизанской башни в 1/2 натуральной величины.
- 22 ноября 2018 года эксперты Университета Пизы сообщили, что крен башни уменьшается, и за последние 20 лет она выровнялась на 4 см[16].

### В культуре
- Пизанская башня упоминается в мультфильмах «Финес и Ферб», «Футурама», «Симпсоны», «Приключения мистера Пибоди и Шермана», «Падал прошлогодний снег», а также «Кругосветное путешествие кота в сапогах» (Япония), «На задней парте», «Иван Царевич и Серый Волк 3».

### В разговорной речи
Имя «Пизанская башня» давно стало нарицательным — так часто называют любые другие сооружения, заметно отклонившиеся от вертикали, или неустойчивые вертикальные конструкции.

## Галерея

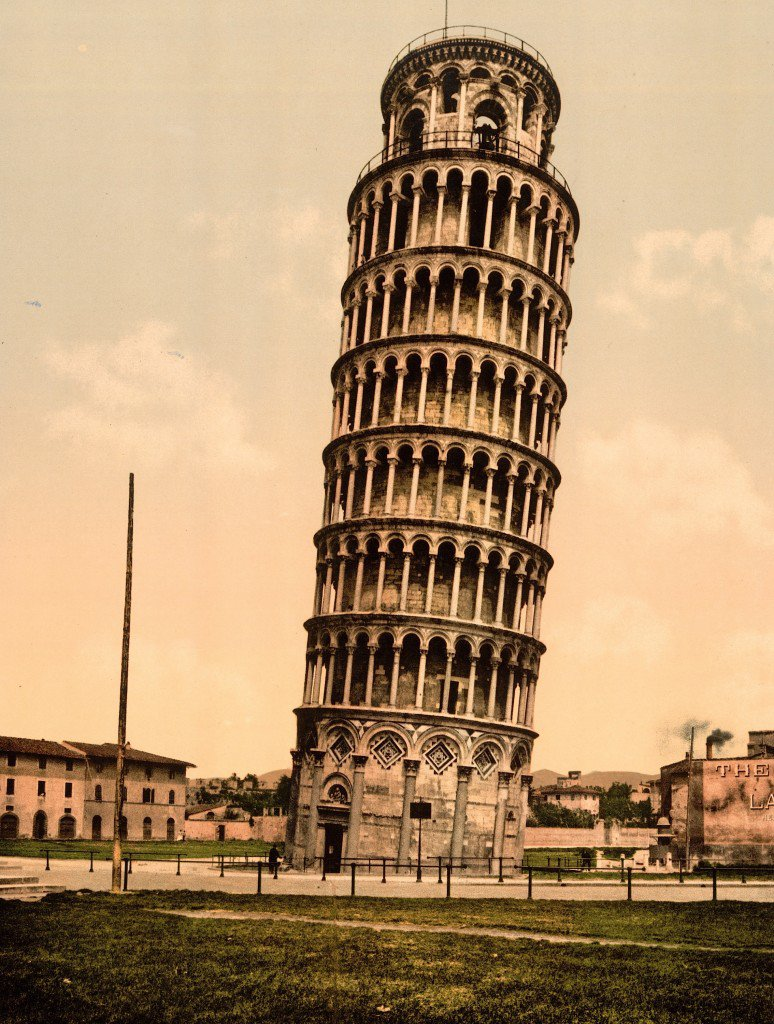
Пизанская башня в 1890-х годах
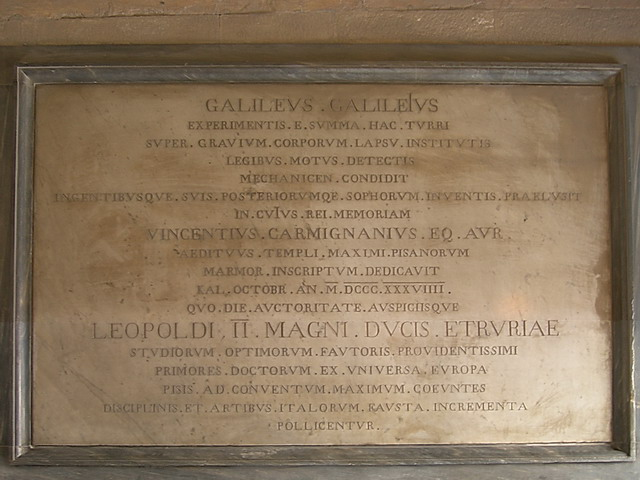
Мемориальная доска в память об экспериментах Галилео Галилея
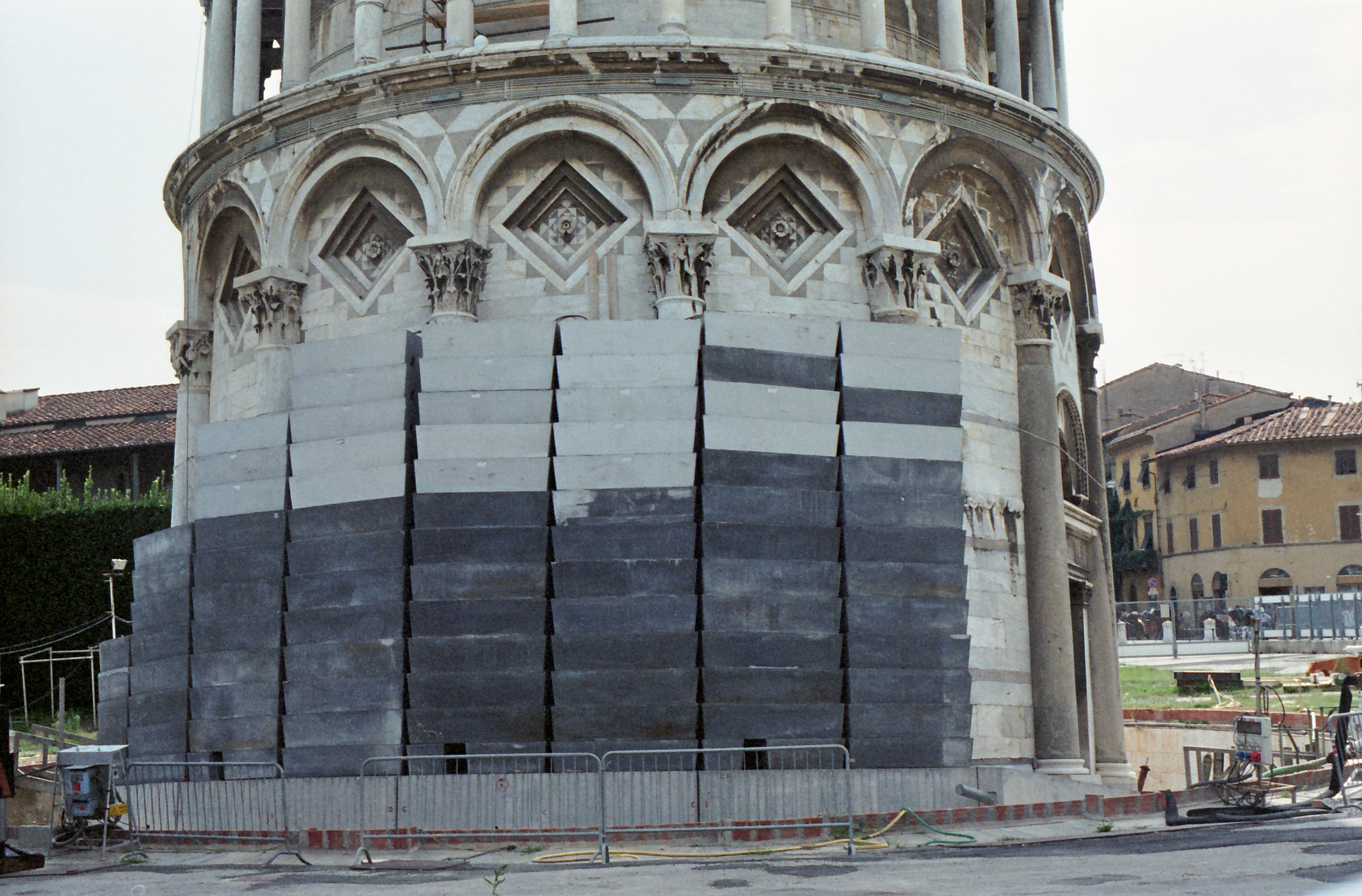
Ведущие противовесы, 1998 г.
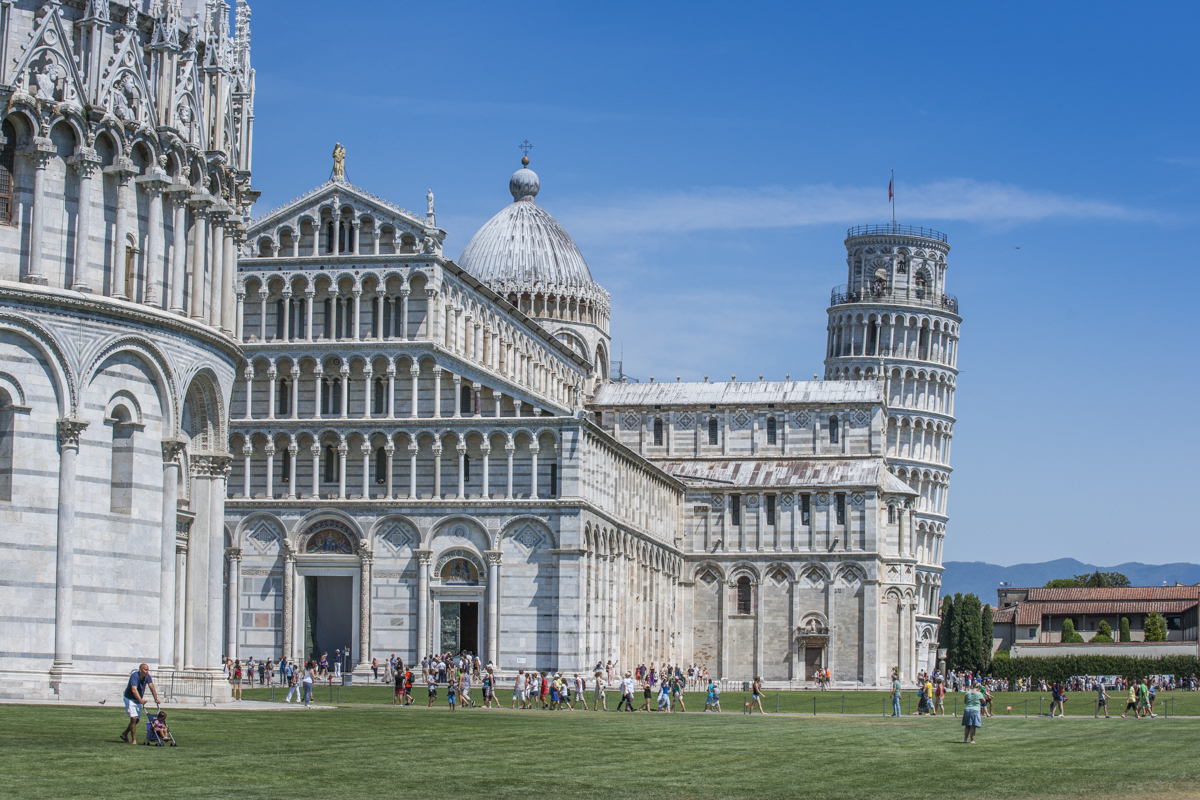
Пизанский баптистерий (на переднем плане), Пизанский собор (на среднем плане) и Пизанская башня (на заднем плане)
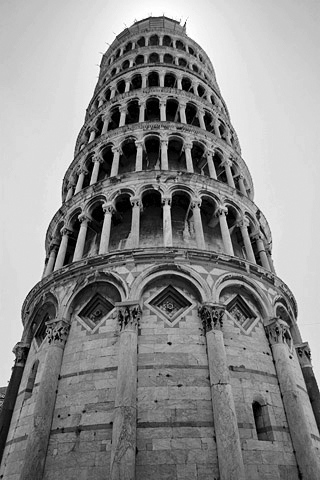
Вид наверх
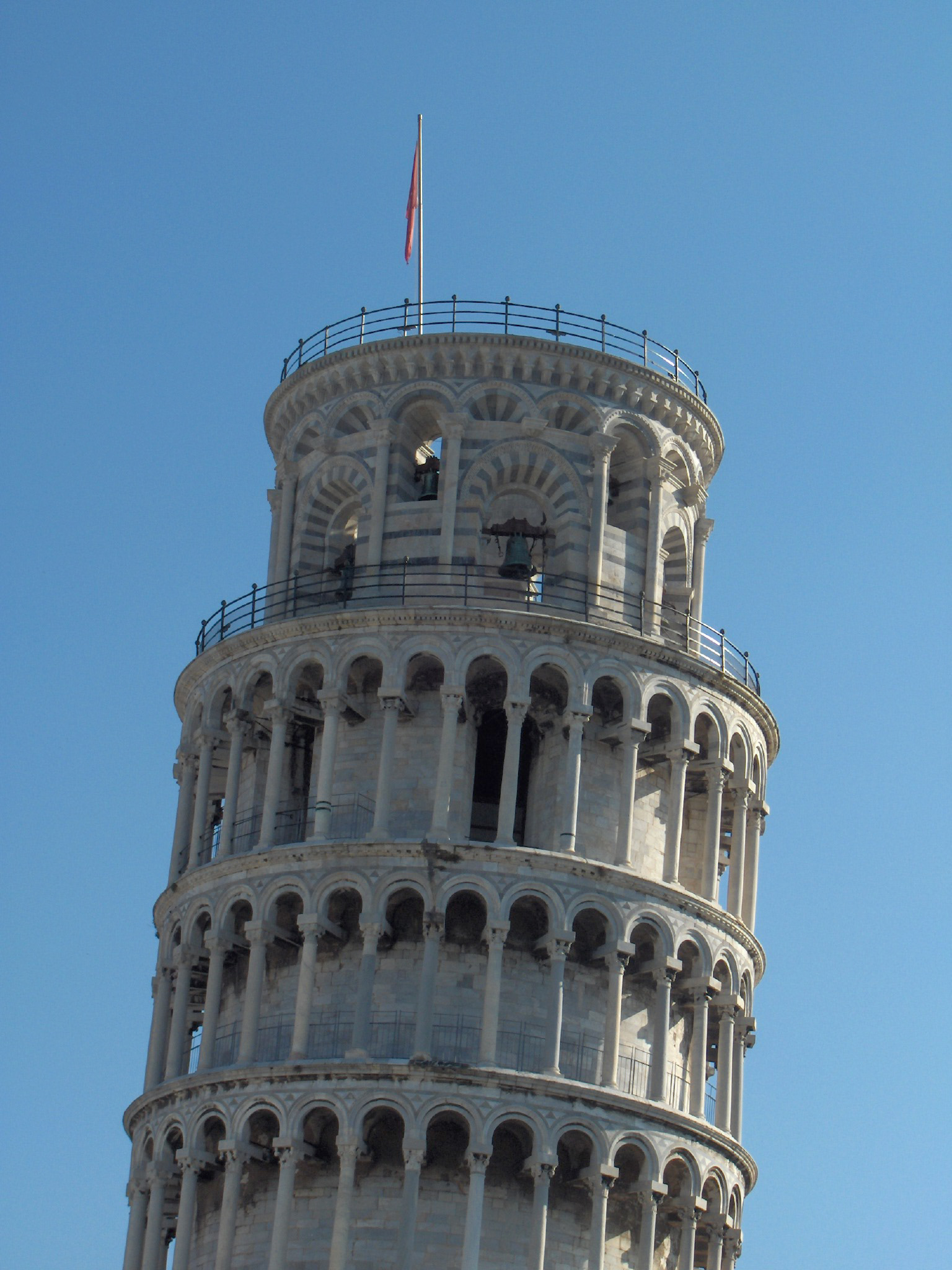
Верхние ярусы башни
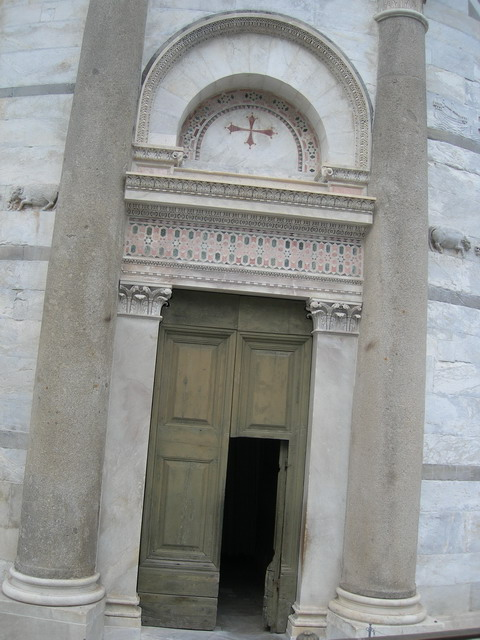
Входная дверь в колокольню
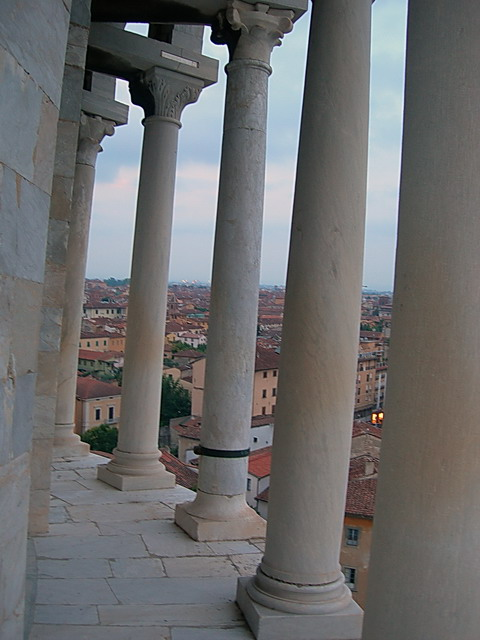
Внешняя лоджия
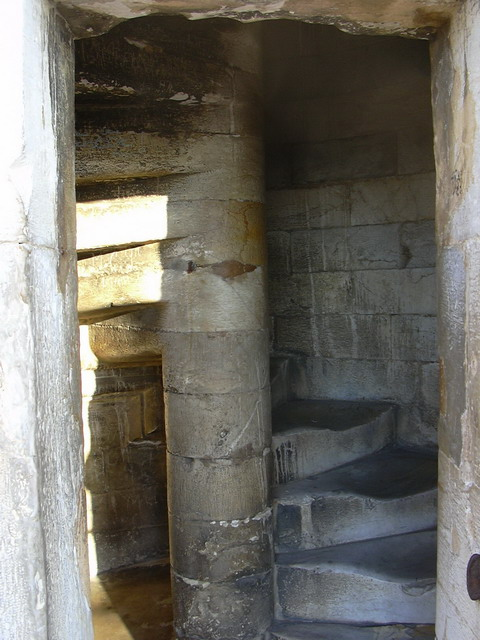
Внутренняя лестница с шестого по седьмой этаж
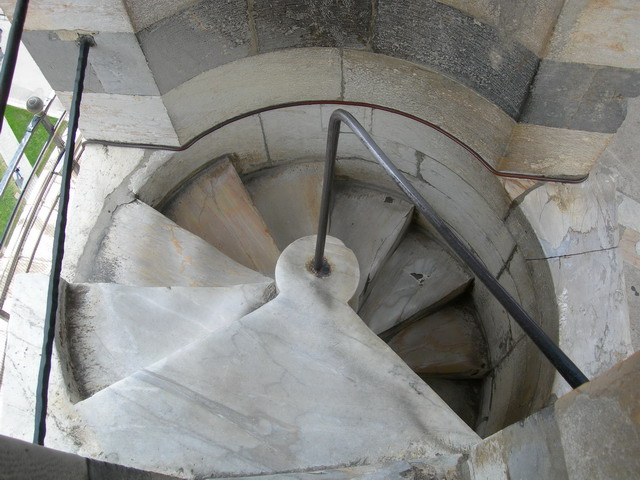
Внутренняя лестница с седьмого по восьмой (верхний) этаж
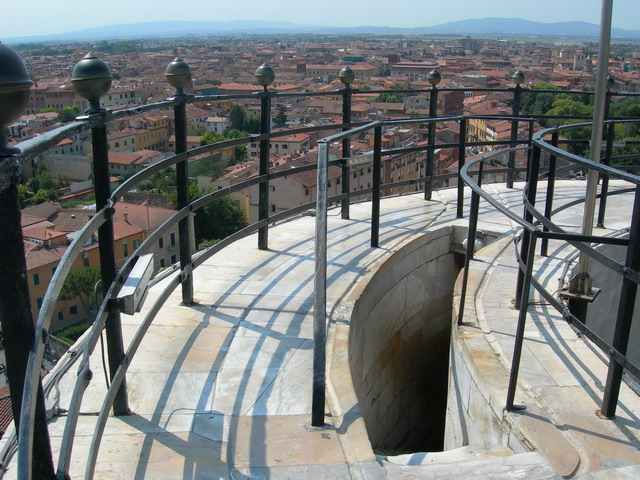
Вид сверху
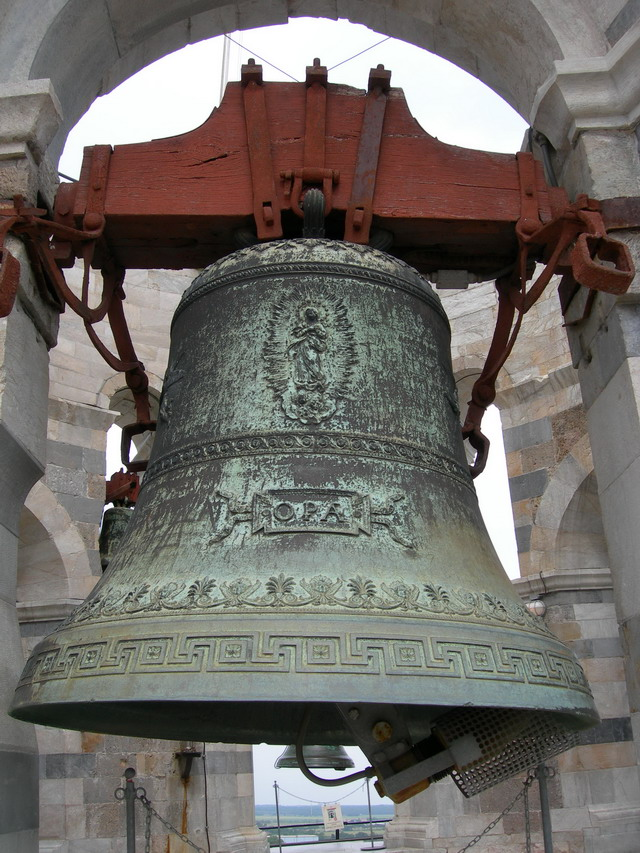
Колокол Ассунта
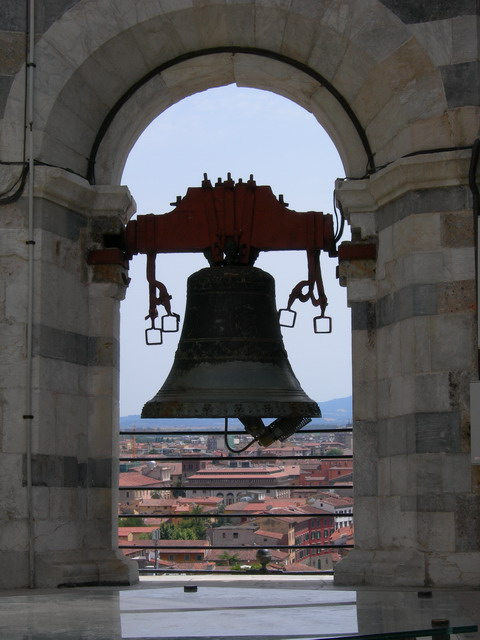
Колокол Паскуареккия
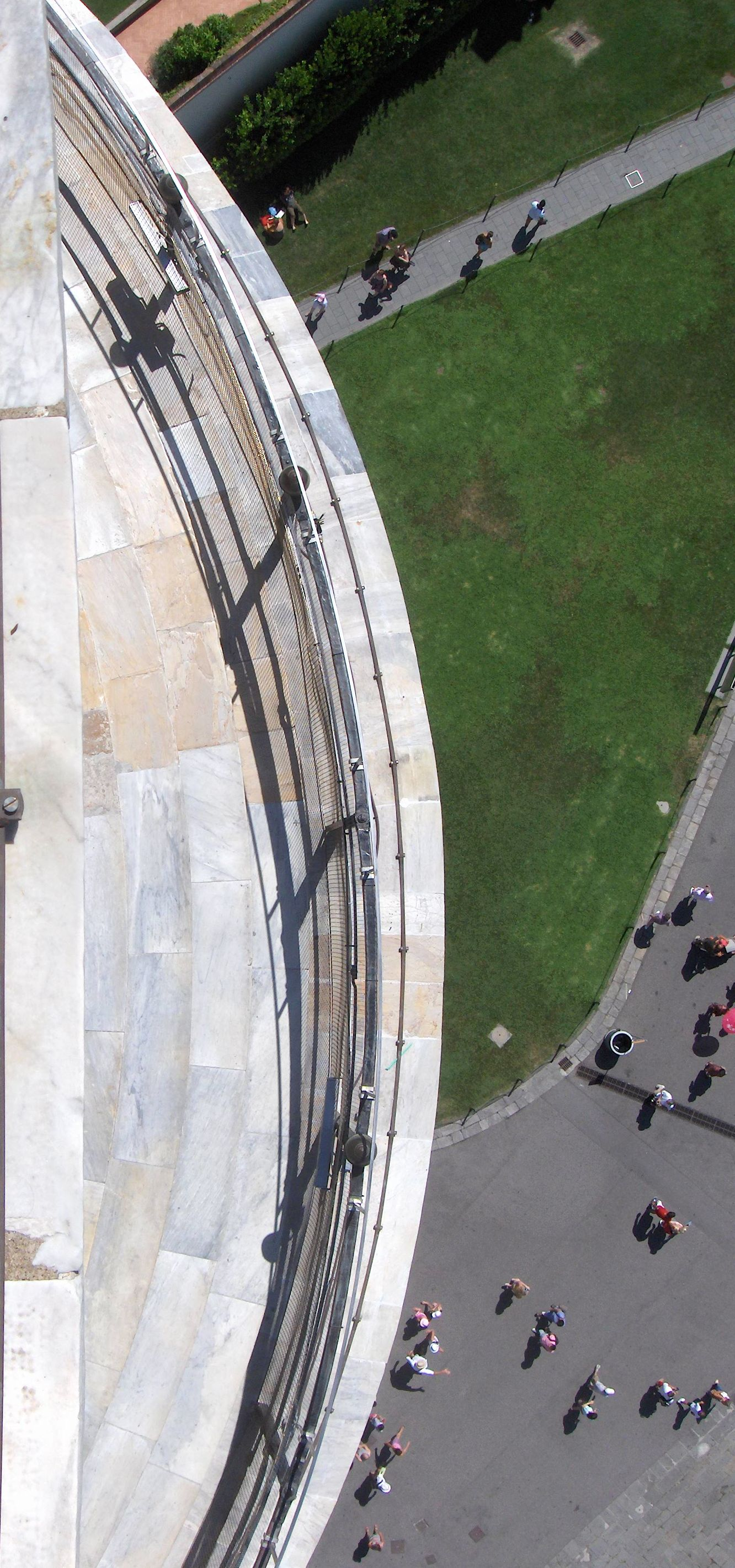
Вид сверху вниз
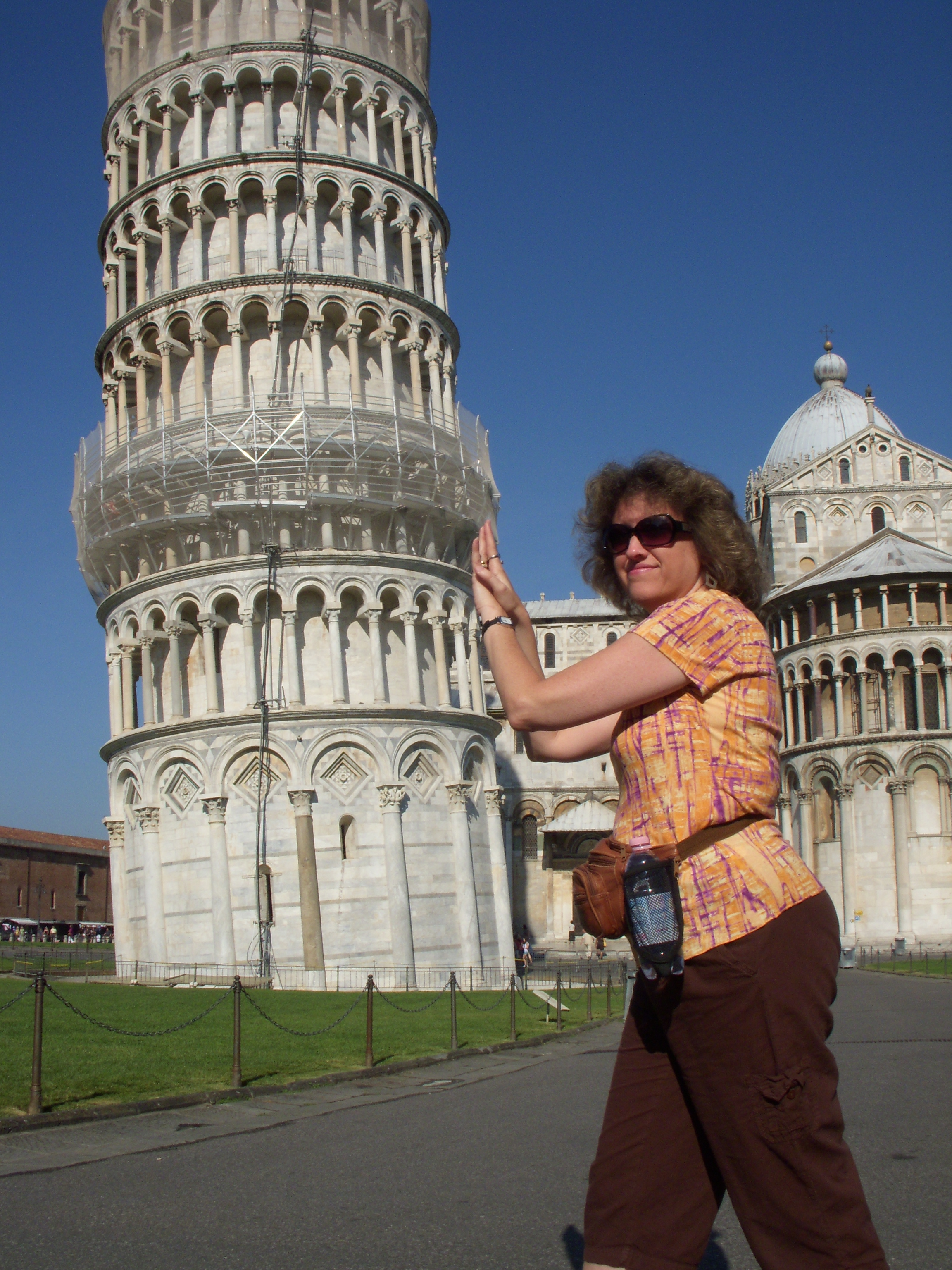
Туристка в популярной позе у Пизанской башни, июнь 2009 года